# Victor Fulconis
Pour les articles homonymes, voir Fulconis.
Victor Guillaume Fulconis, ou Louis-Pierre Fulconis, né à Mustapha (Algérie) le 18 janvier 1851 et mort à Oran le 3 septembre 1913, est un sculpteur, peintre et illustrateur français.
Fils et élève du sculpteur Louis Guillaume Fulconis (1818-1873).

## Biographie
Louis Guillaume Fulconis (1818-1873), père de Victor Fulconis, déclare son fils à l'état-civil avec les prénoms de son propre père Louis-Pierre, et le baptise avec le prénom de son parrain Victor. D'abord élève de son père puis entre à l'École nationale supérieure des beaux-arts de Paris dans l'atelier de François Jouffroy. Il en sort avec la grande médaille émulation. En 1874, il expose à la 24e exposition municipale de Rouen. En 1878, il concourt sans succès au grand prix de Rome où il présente Tobie rendant la vue à son père. 
Professeur en 1880 à Oran, il participe au Salon de 1881 et obtient une médaille vermeil.
Il rejoint la Martinique où il se marie le 5 mai 1884 avec la fille du maire Louis Étienne Marie Dupuy. Il est élu maire de Saint-Pierre et cumule cette charge avec son enseignement des beaux-arts. Il revient à Paris où il enseigne à l’école cambodgienne, puis ouvre ses ateliers à Clermont-Ferrand et sculpte à Riom.
En 1887, il réalise un buste de la reine Victoria à l'occasion de la célébration du jubilé de son règne (1837-1887), organisée pour la colonie anglaise en villégiature au sein du Grand Hôtel Servant — futur Grand Hôtel et Majestic Palace — de Royat-les-Bains.
Fulconis participe à l'Exposition universelle de Paris de 1889 et reçoit le second prix au concours du Monument à Sadi Carnot.
Professeur de dessin au lycée de La Roche-sur-Yon, il remarque et encourage le futur peintre André Astoul (1886-1950). Félix Devaux (1873-1921) est également l'un de ses élèves.
Après différents séjours en Martinique, Algérie et France métropolitaine, il retourne à Oran en 1904 où il professe parallèlement la sculpture, le modelage, l'anatomie, l'histoire de l’art, la composition d’ornements et la sculpture sur bois.

## Œuvres
Les œuvres de Victor Fulconis sont conservées dans des collections publiques françaises ou visibles sur des places et des monuments publics de la Martinique, Paris, Lyon, Rouen, Caen, La  Roche-sur-Yon, Gray, Cannes, Luçon et Amiens.
Algérie
- Alger :
  - Théâtre national algérien, salle du foyer : Arabe dansant, Salon de 1881, bas-relief[7].
  - rue d'Isly : Monument au Dr Maillot, buste en bronze[8].
- Oran, théâtre d'Oran :
  - La Comédie, la Tragédie et l'Opéra, groupe sommital en pierre ornant la façade[9],[10].
  - La Source, statue en pierre[11].

France
- Amiens, église Saint-Martin[12] :
  - Saint Martin accueilli par la Vierge au paradis, 1878, bas-relief en pierre, tympan de gauche ;
  - Saint Martin partageant son manteau, 1878, bas-relief en pierre, tympan du centre ;
  - Le Christ apparaissant à Saint Martin, 1878, bas-relief en pierre, tympan de droite.
- Fort-de-France, archives départementales de la Martinique : Album Fulconis, 99 dessins au crayon et à l'aquarelle reliés dans un album. Représentations de la faune, la flore et la vie quotidienne en Martinique[13].
- La Roche-sur-Yon :
  - Monument à Sébastien Luneau, 1899, statue en pierre[14] ;
  - Monument aux anciens élèves du lycée morts pour la patrie[15].
  - musée municipal : Entrée du faubourg d'Ecquebouille à La Roche-sur-Yon, vers 1890, huile sur toile[16].
- Paris :
  - faculté de pharmacie, façade : Justus von Liebig, médaillon[17].
  - Institut : Buste de Houdon[17].
- Rouen
  - Église Saint-Clément de Rouen, tympan et six statues du chœur[18].
  - Abbaye Saint-Ouen de Rouen, statues[19].

Localisation inconnue
- Arrivée du Saint-Pierre en rade de Saint-Pierre de la Martinique[20].
- Les Cerises, groupe[21].

## Publications
- Victor Fulconis, Conférence sur l'art et les artistes, Clermont-Ferrand, Imprimerie clermontoise, 1888, 19 p. (ASIN B001C9FJLS).
- P. Bernard (ill. Victor Fulconis), Ali et Aïcha : livre de lecture courante en arabe parlé, 1906 (ASIN B0018IIZNM).

Illustrations tirés de Ali et Aïcha, livre de lecture courante en arabe parlé (1906)
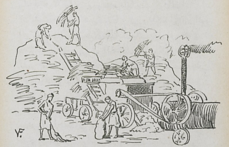
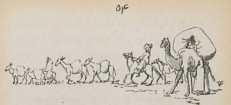
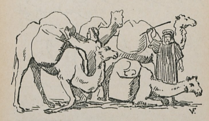
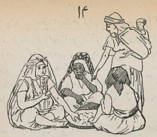
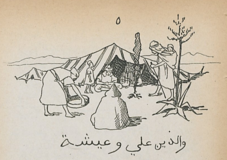

## Récompenses
Fulconis a été honoré sur tous ses lieux de travail, à Alger, en Martinique, en Normandie et à Paris.
Il obtient le prix Latour Maillé-Landry, le prix Hugier, une mention honorable au Salon des artistes français[Quand ?] et une médaille de bronze à l’Exposition universelle de 1889. L'artiste est également médaillé à Anvers, Amsterdam, Londres, Biarritz, Chicago, Alger et Marseille.